# Colle della Rho
Il Colle della Rho o della Rhô (2.541 m s.l.m. - Col de la Roue in francese) è un valico alpino situato sul confine italo-francese.
Si trova nelle Alpi Cozie sullo spartiacque tra la Val di Susa e l'alta Maurienne.

## Toponimo

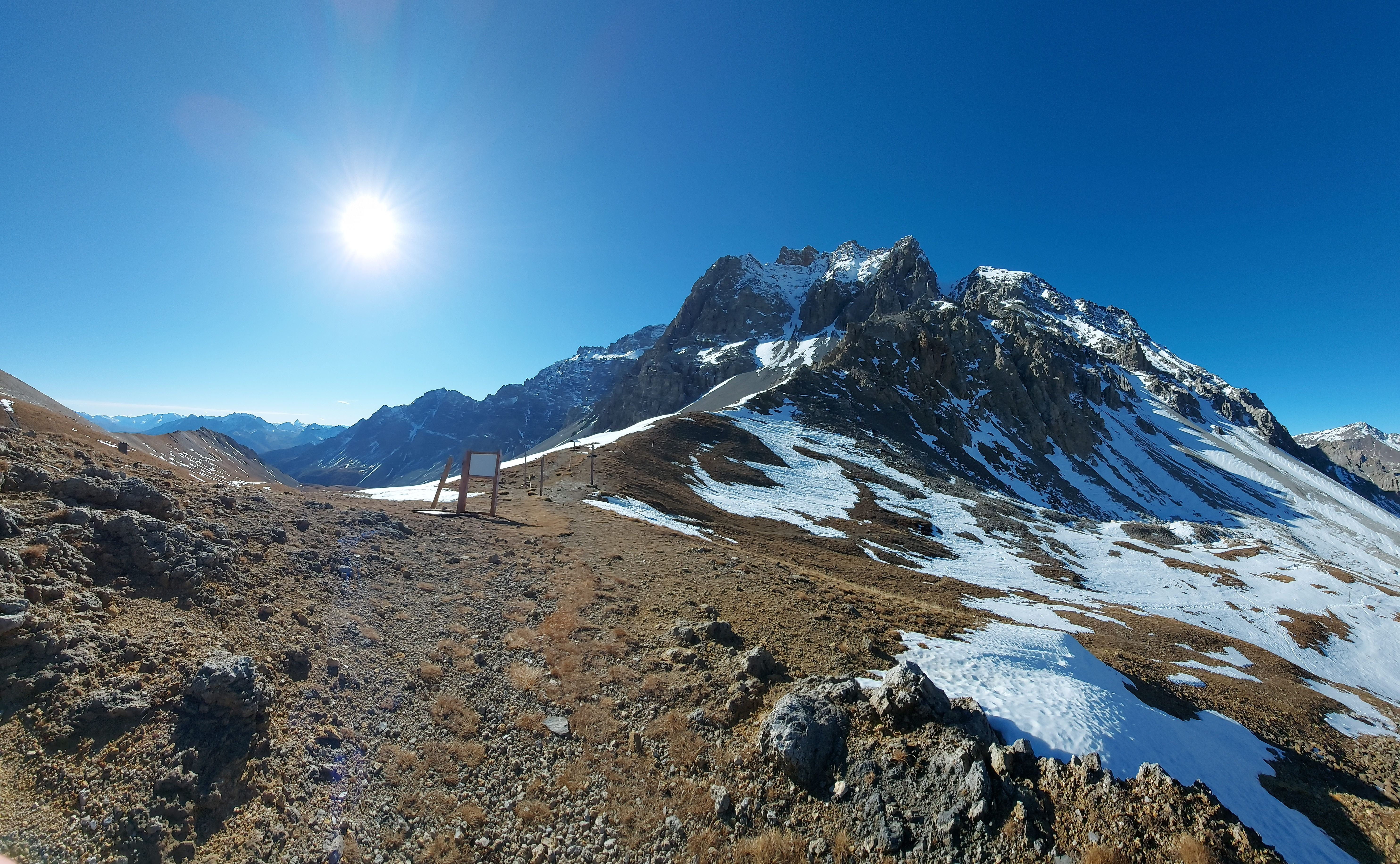
Il colle in primo piano e dietro la Gran Bagna.

Il colle era chiamato in latino collis rotae (colle della ruota), col de la Route abbreviato in francese col de la Roue. Sulla cartografia ufficiale italiana invece ad una precedente denominazione di colle della Rô all'inizio del Novecento fu aggiunta una h; con la successiva eliminazione dell'accento circonflesso si giunse poi al toponimo, attualmente più utilizzato in bibliografia, di colle della Rho.
 Su qualche edizione della cartografia IGM e sulla Carta Tecnica Regionale 1:10.000 della Regione Piemonte l'accento circonflesso è tuttora presente. In alcune pubblicazioni e siti web il colle viene invece chiamato colle della Rhò. In piemontese si è conservato senza variazioni il significato di strada.

## Descrizione

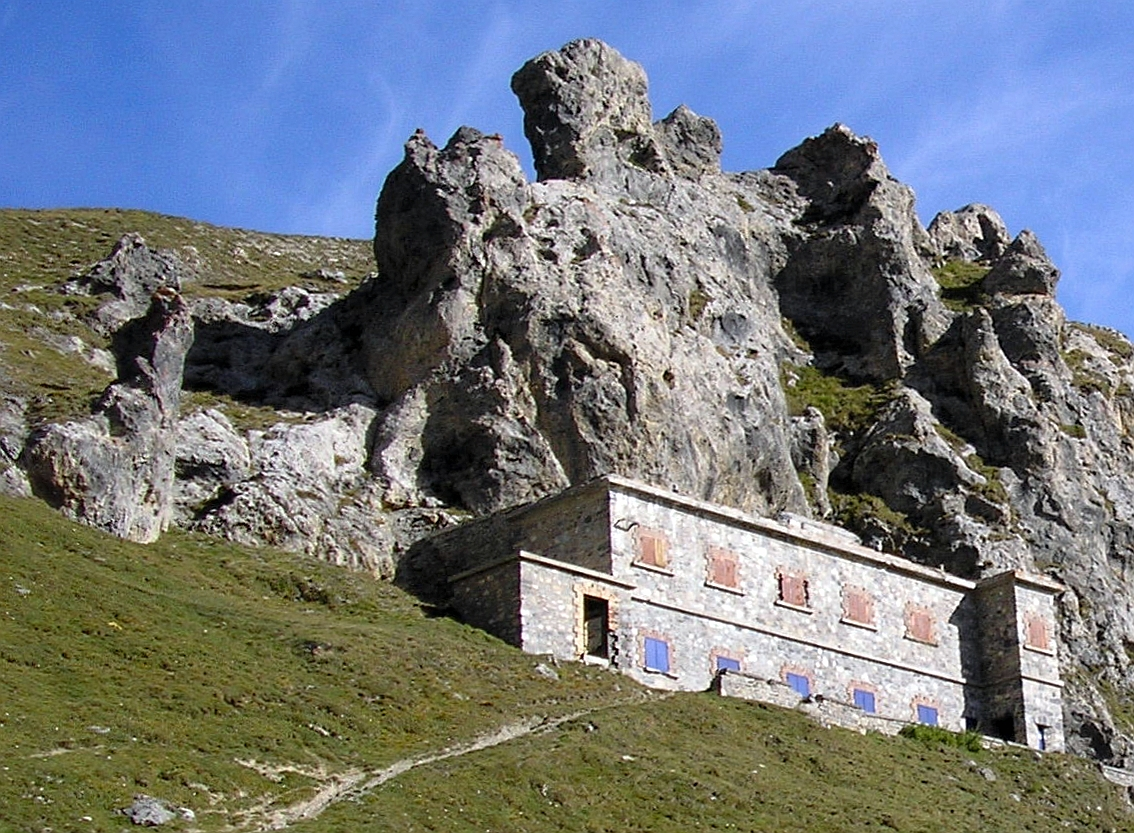
La caserma di Pian dei Morti

Il punto di valico è un ampio avvallamento aperto tra la Gran Bagna (3.089 m, a sud-ovest) e il Roc del Jany (2.659 m, a est). Ancora ad est di questa modesta cima satellite della Punta Nera si trova il Piccolo Colle della Rho (2.628 m).
Sul lato italiano è posto in testata dell'omonimo Vallone della Rho, tributario della Dora Riparia; poco a valle del colle si trova la vecchia caserma Piano dei Morti, costruita nel 1937 nell'ambito delle opere del Vallo Alpino Occidentale.
Le acque che scendono sul versante francese vengono raccolte invece dal Torrent de Fontaine Froide, il quale a sua volta confluisce attorno a quota 1900 nel Ruisseau du Charmaix, un affluente dell'Arc.
Secondo la classificazione orografica SOIUSA il colle separa la Cresta Bernauda-Re Magi dalla Cresta Punta Nera-Grand Argentier, i due sottogruppi che compongono il Gruppo della Rocca Bernauda.

## Storia

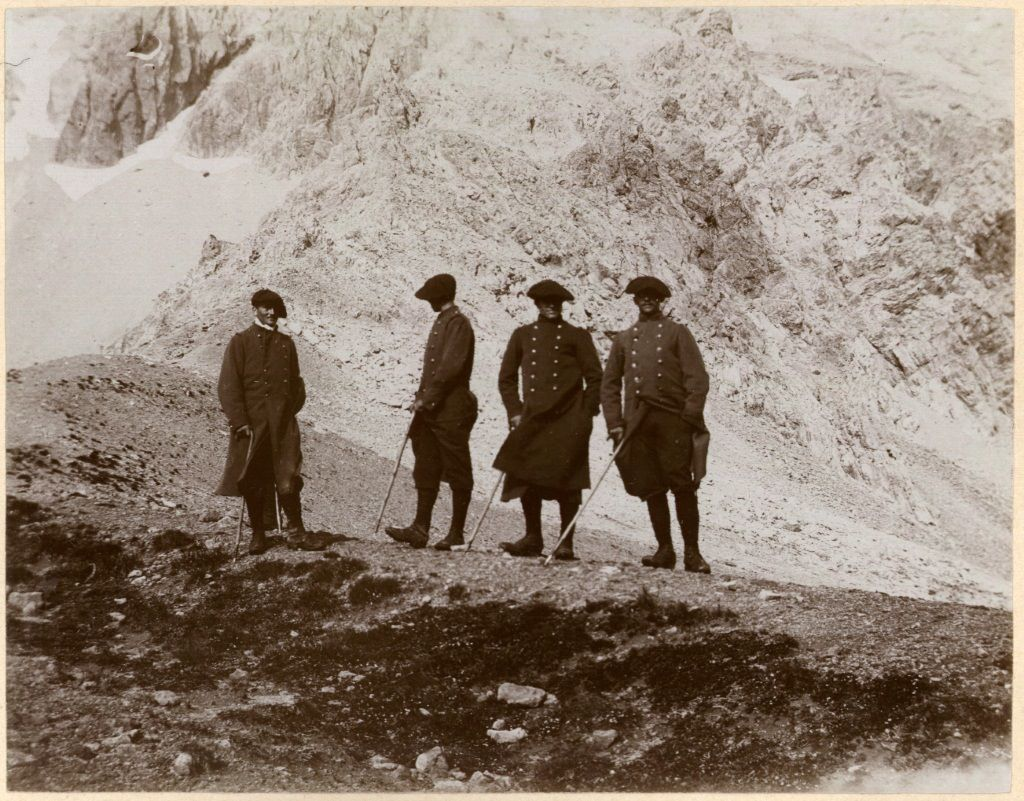
Inizio del Novecento: quattro soldati francesi sul colle (foto Federico Filippi)

Il valico fu nell'antichità uno dei più frequentati punti di passaggio tra Val di Susa e la Maurienne e, nei suoi paraggi, sono state rinvenute alcune monete romane. In seguito fu in varie occasioni teatro di scontri militari, trovandosi sulla frontiera tra Delfinato e la parte transalpina del Ducato di Savoia (ciò fino al Trattato di Utrecht, 1713) e poi dopo il 1860, tra Francia e Italia.
Gli ultimi fatti d'arme ebbero luogo nel corso delle operazioni legate al conflitto italo-francese del giugno 1940 ed all'attacco italiano su Modane.

## Accesso al colle
Dal lato italiano il colle è raggiunto, a partire dalle Grange della Rho (1686 m, Bardonecchia), da un vecchio sterrato militare chiuso al traffico che, a monte del Pian dei Morti, si trasforma in una ampia mulattiera. In alternativa è possibile percorrere un sentiero, più diretto, che collega spostandosi in destra idrografica del vallone le Grange della Rho con la caserma del Pian dei Morti.
Sul lato francese una mulattiera collega il colle con gli edifici di Lavoir; su di essa transita il percorso escursionistico del Tour des Rois Mages.
Il colle è anche raggiungibile in mountain bike, e la sua salita può essere parte di un anello ciclistico che comprende anche il vicino Colle di Valle Stretta.